# Lilla Mösjö
Lilla Mösjö är en sjö i Bengtsfors kommun i Dalsland och ingår i Göta älvs huvudavrinningsområde.